# Activation neutronique
Pour les articles homonymes, voir Activation.

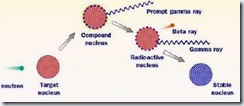
Schéma de l'activité neutronique

L’activation neutronique est le processus par lequel un flux neutronique induit de la radioactivité dans les matériaux qu'il traverse (phénomène de radioactivation). 
Tout matériau traversé par un flux de neutrons subit progressivement une transmutation par capture neutronique qui rend une partie de ses noyaux radioactifs, et la durée de vie de cette radioactivité impose généralement de le gérer par la suite comme déchet radioactif (le plus souvent comme déchet de faible activité).
L'activation neutronique a également d'importantes applications pratiques. L'analyse par activation neutronique est l'une des méthodes les plus sensibles d'analyse chimique, qui permet d'analyser la présence de traces infimes de constituants ou d'impuretés. En France l'usage de cette technique est interdite pour les produits alimentaires et de construction, sauf dérogation (pour des cimenteries par exemple).

## Physique nucléaire
La radioactivité induite par activation neutronique vient de ce que les nucléides qui subissent un flux neutronique capturent des neutrons libres, ce qui augmente d'une unité leur masse atomique et les fait généralement entrer dans un état nucléaire excité. Dans la plupart des cas, le noyau atomique se désexcite immédiatement. Il peut le faire en émettant un nouveau neutron (collision inélastique n-n) ; en perdant une particule, un proton (n-p) ou une particule alpha (n-alpha) ; ou en émettant un rayonnement gamma, conduisant à une capture neutronique (capture d'un neutron par réaction n-gamma).
Quand une capture neutronique a eu lieu, le noyau résultant est le plus souvent instable, même après une désexcitation intermédiaire éventuelle. Le nucléide alors formé est radioactif et sa période radioactive peut prendre des valeurs très variées, de quelques fractions de secondes à de nombreuses années.
Un exemple de telle réaction est celle qui conduit à la production de cobalt 60 dans un réacteur nucléaire :
59Co + n → 60Co
Le cobalt 60 subit une désintégration β en émettant un rayon gamma et se transforme en nickel 60. 
60Co → 60Ni + e− + γ
Cette réaction a une demi-vie de 5,27 ans. Le cobalt 60 est un produit important en radiothérapie et radiographie industrielle, comme source de rayon gamma intense.

## Sensibilité à l'activation
Suivant les matériaux, la sensibilité à l'activation est plus ou moins grande. 
Ceci dépend à la fois de la section efficace de capture neutronique, de la demi-vie du radionucléide ainsi créé (les demi-vies très courtes cessent rapidement d'être un problème, et les demi-vies extrêmement longues ne sont que faiblement radioactives), et de l'énergie du rayonnement gamma produit par sa désintégration.
De plus, pour certains éléments, l'isotope obtenu en augmentant d'une unité la masse atomique sera dans la majorité des cas stable, et la capture neutronique résultant du flux neutronique ne l'activera que dans une minorité des cas.
Par exemple l'oxygène, composé très majoritairement d'oxygène 16, est transformé dans la plupart des cas en oxygène 17 stable. Seul l'oxygène 18 présent dans une proportion très minoritaire sera transformé en un isotope 19 radioactif. Mais cet isotope 19 de l'oxygène d'une demi-vie de 22 secondes disparaît rapidement en formant du fluor stable.
L'hydrogène, composé très majoritairement hydrogène-1, sera lui transformée en hydrogène-2, le deutérium. Le deutérium présent naturellement dans une proportion de 0,015 % dans l'hydrogène naturel sera transformé en tritium, d'une durée de vie de 12 ans et dont le rayonnement est de faible énergie (100 fois moins puissant que celui du césium 137).
Ainsi l'eau chimiquement pure, constituée uniquement d'hydrogène et d'oxygène, est capable d'arrêter un rayonnement neutronique en n'étant activée que faiblement.

## Analyse par activation neutronique
L'analyse chimique par activation neutronique est une méthode analytique très sensible, particulièrement bien adaptée pour analyser la pureté d'un échantillon. Cette méthode ne requiert pas de solubilisation ni de préparation particulière, et peut de ce fait être appliquée même à un objet dont l'intégrité doit absolument être préservée, comme une œuvre d'art.
La méthode consiste à irradier un échantillon par un flux de neutrons. Les différentes impuretés contenues dans l'échantillon subissent alors des  réactions nucléaires qui conduisent à la formation d'isotopes instables. Ces isotopes sont alors identifiés et quantifiés par l'étude de leur spectre de rayons γ .
La radioactivité induite dans l'échantillon est faible, compte tenu de la faible intensité du flux neutronique employé ; et l'essentiel de cette radioactivité est relâchée dans un temps assez bref. Les effets à long terme sont négligeables. En ce sens, l'analyse par activation neutronique peut être qualifiée d'analyse non destructive.